# Rayados (etnia)
Los rayados, también llamados borrados, fueron una etnia perteneciente al grupo de los coahuiltecos. El nombre que recibieron fue puesto por los primeros españoles que estuvieron en contacto con este grupo indígena. Habitaban en la zona que en la actualidad es el oeste del estado mexicano de Nuevo León y el este de Coahuila.

## Costumbres
Los rayados, según los conquistadores españoles, tenían la costumbre de tatuarse el cuerpo con colores que representaban distintos animales o deidades, de ahí su nombre, ya que entre los españoles no existía la palabra tatuaje, lo que obligó a los españoles a ponerles el nombre de borrados, rayados o pintados.[cita requerida]

## Diversidad étnica
Las investigaciones dicen que los rayados no eran un pueblo étnico en concreto, sino que era un conjunto de agrupamientos etnotribales; Pedro Gómez Danéz los ordenó de la manera siguiente:
- aguatinejos
- bocapintas
- borrados
- cacabras
- cacalotes
- Cadima (nación)
- canaynas
- cometunas
- domisaguanes
- gavilanes guazames o guarames
- guaxolotes
- guijolotes
- huimexises
- juarames
- lumbres
- mexquitillos
- naras
- narices
- nazcas
- otomites
- pamoranas
- paysanos
- pelones
- rayados
- tobosos
- tortugas
- venados
- zacatiles